# 내친구 바야바
내친구 바야바는 1977년부터 1979년까지 미국의 지상파 방송국 에서 방영된 SF, 액션 드라마이다.

## 한국 방영
- 대한민국에서는 TBC 동양방송에서 1978년 9월 부터 1979년 2월 1년까지 잠시 방영하였다.
- 그리고 마지막 MBC 문화방송 1982년 9월부터 1983년 7월 까지 1년만에 첫 방영 바뀌고 이동 하였다.
- 그리고 마지막 KBS2 한국방송 1983년 11월부터 1984년 7월 까지 첫 방영 바뀌고 이동 하였고 맡기게 되었다.